# عماد أبو غازي
عماد بدر الدين محمود أبو غازي ( مواليد 3 يناير 1955 القاهرة)، وزير الثقافة المصري السابق في وزارة عصام شرف، ونجل بدر الدين أبو غازي وزير الثقافة الأسبق. خاله محمود مختار من أشهر نحاتين مصر.

## السيرة الذاتية
شغل منصب رئيس مجلس الإدارة المركزية للشعب واللجان بالمجلس الأعلى للثقافة لمدة عشر سنوات في الفترة من 1999 حتى 2009، وتولى أمانة المجلس الأعلى للثقافة من 2009-2011، وقد أختير وزيراً للثقافة بعد قيام ثورة 25 يناير في 5 مارس 2011، غير أنه قدم استقالته في 20 نوفمبر 2011 بسبب سياسة المجلس العسكري في قمع المتظاهرين.

## الحياة الأسرية
كان متزوجاً من الإعلامية بثينة كامل، وقد إنفصلا عام 2011.